# L'idolo delle donne (film 1933)
L'idolo delle donne (The Prizefighter and the Lady) è un film del 1933 diretto e prodotto da W. S. Van Dyke.
La sceneggiatrice Frances Marion ottenne una candidatura per l'Oscar al miglior soggetto.

## Trama
Steve Morgan è un ex marinaio che ora lavora come buttafuori di un bar. Lì, viene notato dall'allenatore di boxe noto come Il Professore, che gli promette una brillante carriera e diventa il suo mentore. Un giorno Steve incontra Belle, una cantante da cabaret. I due si innamorano e, dopo alcune avversità, si sposano. Il matrimonio fa bene al pugile, che vince un match dietro l'altro. Ma è un donnaiolo, il che fa tornare Belle da Ryan, il suo protettore. Pentito, Steve si ubriaca pesantemente proprio quando deve affrontare Primo Carnera per la cintura dei pesi massimi.

## Produzione
Il film fu prodotto dalla Metro-Goldwyn-Mayer. Venne girato all'Iverson Ranch a Chatsworth (Los Angeles) dall'inizio settembre a fine ottobre 1933.
Howard Hawks fu sostituito alla regia da Van Dyke quando abbandonò il set dopo aver scoperto che il protagonista non sarebbe stato Clark Gable ma un attore non professionista, il pugile Max Baer.

## Distribuzione
Il copyright del film, richiesto dalla Metro-Goldwyn-Mayer Corp., fu registrato il 6 novembre 1933 con il numero LP4291.
Distribuito dalla Metro-Goldwyn-Mayer (MGM) (controlled by Loew's Incorporated), uscì nelle sale cinematografiche USA il 10 novembre 1933.